# Dortmunder Löwenbrauerei
Die Dortmunder Löwenbrauerei vorm. Peter Overbeck AG war eine Brauerei in Dortmund.

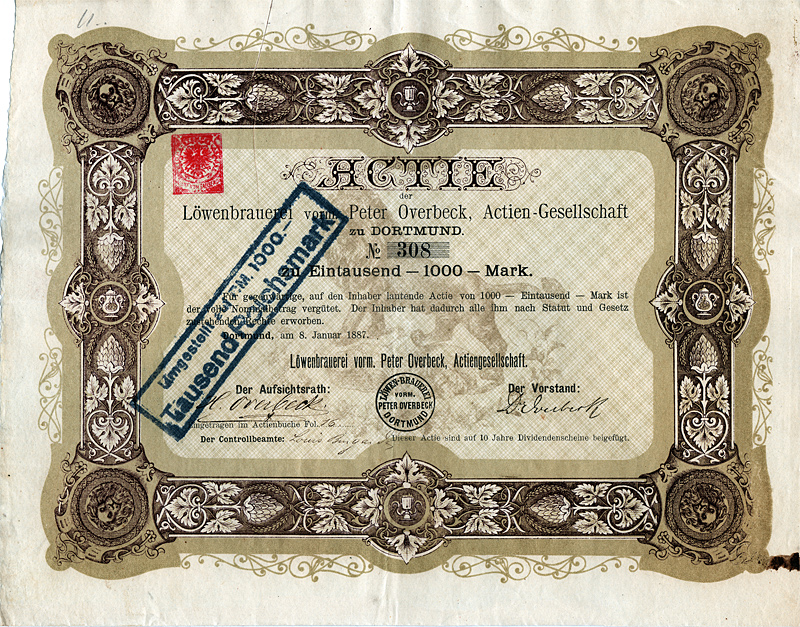
Aktie über 1000 Mark der Löwenbrauerei vorm. Peter Overbeck AG vom 8. Januar 1887

Die Dortmunder Löwenbrauerei um 1900, Ansicht vom Ostwall.

Die Dortmunder Löwenbrauerei um 1900, Ansicht vom Rosental.

Die Ursprünge der Löwenbrauerei liegen in einer Bieressigfabrikation der Familie Overbeck am Ostenhellweg. Nach der Übernahme des Geschäfts durch Wilhelm Overbeck, den späteren Ehrenbürger der Stadt Dortmund, wurde um 1840 eine Brauerei gegründet. Um 1845 wurde in der Löwenbrauerei erstmals Bier in bayerischer Brauweise mit untergäriger Hefe, das Dortmunder Export gebraut. Es entstand eine für damalige Verhältnisse moderne Großbrauerei, die mit industriellen Methoden wie Dampfmaschinen und Kühlung Bier erzeugte.
In den 1850er Jahren war die Löwenbrauerei eine der umsatzstärksten Brauereien in Westfalen und begann sehr früh, das erzeugte Bier zu exportieren.
Im Jahre 1912 wurde im Auftrag der „Löwenhof“ Baugesellschaft mbH (mit der Löwenbrauerei als Mitgesellschafterin) durch die Architekten Hugo Steinbach und Paul Lutter auf dem Eckgrundstück Königswall / Hansastraße das Hotel Löwenhof errichtet, zu seiner Zeit einer der größten Gastronomiebetriebe Westdeutschlands. Es wurde jedoch schon bald verkauft und diente ab 1921 als Verwaltungsgebäude der Heinrich August Schulte AG, dann auch „Stahlhaus“ genannt. Heute ist das Gebäude Sitz der Volkshochschule Dortmund.
Nach Umsatzeinbrüchen im Ersten Weltkrieg wurde die Löwenbrauerei vom kapitalkräftigen, lokalen Konkurrenten Dortmunder Union übernommen.